# Quận Wayne, North Carolina
Quận Wayne là một quận nằm ở tiểu bang Bắc Carolina. Tại thời điểm năm 2000, quận có dân số 113.329 người, dân số 2006 ước tính khoảng 113.847 người, Quận lỵ đóng ở Goldsboro6 và có Căn cứ không quân Seymour Johnson.

### Các thị trấn
Quận được chia thành 12 xã: Brogden, Buck Swamp, Fork, Goldsboro, Grantham, Hood Swamp, Indian Springs, Nahunta, New Hope, Pikeville, Saulston, và Stoney Creek.

### Các quận giáp ranh
- Quận Wilson, Bắc Carolina - Bắc
- Quận Greene, Bắc Carolina - Đông-northeast
- Quận Lenoir, Bắc Carolina - Đông-southeast
- Quận Duplin, Bắc Carolina - Nam
- Quận Sampson, Bắc Carolina - Tây nam
- Quận Johnston, Bắc Carolina - Tây

## Thành phố và thị trấn
- Brogden
- Dudley
- Elroy
- Eureka
- Fremont
- Goldsboro
- Mar-Mac
- Mount Olive
- Pikeville
- Seven Springs
- Walnut Creek
- Grantham

## Địa lý
Theo Cục điều tra dân số Hoa Kỳ, quận có tổng diện tích 557 dặm Anh vuông (1.442 km²), trong đó, 553 dặm Anh vuông (1.431 km²) là diện tích đất và 4 dặm Anh vuông (11 km²) trong tổng diện tích (0,74%) là diện tích mặt nước.

## Thông tin nhân khẩu
Theo cuộc điều tra dân số2 tiến hành năm 2000, quận này có dân số 113.329 người, 42.612 hộ, và 30.254 gia đình sinh sống trong quận này. Mật độ dân số là 205 người trên mỗi dặm Anh vuông (79/km²). Đã có 47.313 đơn vị nhà ở với một mật độ bình quân là 86 trên mỗi dặm Anh vuông (33/km²).  Cơ cấu chủng tộc của dân cư sinh sống tại quận này gồm 61,28% người da trắng, 33,02% người da đen hoặc người Mỹ gốc Phi, 0,36% người thổ dân châu Mỹ, 0,96% người gốc châu Á, 0,05% người các đảo Thái Bình Dương, 3,07% từ các chủng tộc khác, và 1,25% từ hai hay nhiều chủng tộc.  4,94% dân số là người Hispanic hoặc người Latin thuộc bất cứ chủng tộc nào.
Có 42,612 hộ trong đó có 34,70% có con cái dưới tuổi 18 sống chung với họ, 51,60% là những cặp kết hôn sinh sống với nhau, 15,40% có một chủ hộ là nữ không có chồng sống cùng, và 29,00% là không gia đình. 24,50% trong tất cả các hộ gồm các cá nhân và 9,00% có người sinh sống một mình và có độ tuổi 65 tuổi hay già hơn.  Quy mô trung bình của hộ là 2,55 còn quy mô trung bình của gia đình là 3,03,
Phân bố độ tuổi của cư dân sinh sống trong huyện là 26,20% dưới độ tuổi 18, 9,90% từ 18 đến 24, 30,50% từ 25 đến 44, 21,90% từ 45 đến 64, và 11,60% người có độ tuổi 65 tuổi hay già hơn.  Độ tuổi trung bình là 35 tuổi. Cứ mỗi 100 nữ giới thì có 97,30 nam giới. Cứ mỗi 100 nữ giới có độ tuổi 18 và lớn hơn thì, có 94,30 nam giới.
Thu nhập bình quân của một hộ ở quận này là $33.942, và thu nhập bình quân của một gia đình ở quận này là $40.492, Nam giới có thu nhập bình quân $28.396 so với mức thu nhập $21.854 đối với nữ giới. Thu nhập bình quân đầu người của quận là $17.010, Khoảng 10,20% gia đình và 13,80% dân số sống dưới ngưỡng nghèo, bao gồm 18,60% những người có độ tuổi 18 và 15,20% là những người 65 tuổi hoặc già hơn.